# Arpi Alto
Arpi Alto em armênio/arménio:  Արփի Ալտո (Erevã, 30 de setembro de 1990) é uma cantora, compositora, música e produtora musical arménia. 
Ela nasceu em uma família de artistas e músicos. Sua mãe, Anahit Ter Petrosyan, é alemã, artista de jazz. Seu pai, Mikayel Ter Petrosyan, é escultor, pintor, e especialista em tapetes feitos à mão. Está casada e tem um filho.
Recebeu seu ensino superior como pianista na Universidade Pedagógica do Estado da Armênia Khachatur Abovyan, concluindo o mestrado em 2016. Enquanto sua carreira profissional começou em 2011, quando ingressou no Conjunto Vocal do Mosteiro de Guelarde, e em 2013 foi admitida no Teatro Nacional Académico de Ópera e Ballet de Armenia Alexander Spendiarian. Cantou por vários anos com o Conjunto Nagash, especializado na releitura de poemas armênios da Idade Média.
Arpi causou uma grande reação ao publicar suas versões de  mundialmente famosos clássicos da bossa nova nas redes sociais. Conseguiu grande sucesso com suas versões do clássico brasileiro da bossa nova Garota de Ipanema, de The Way You Look Tonigh e da samba Mas que Nada. Tem estado em turnês em mais de 15 países na Europa, Oriente Médio e Rússia.
Canta em armenio, inglés, russo e português. En 2021 lançou seu primeiro CD, My Soul in the Mountains.